# More Than I Can Say
More Than I Can Say是桑尼·柯蒂斯和杰瑞·艾利森合写的一首歌曲，二人都是巴迪·霍利的乐队“the Crickets”的前成员。1959年，二人在霍利死后不久便录制了这首歌，之后在1960年发行。他们原唱的版本在1960年一度在英国唱片零售商排行榜上位居第42。歌手鲍比·维和利奥·塞耶都曾演唱过这首歌。這首歌還在台灣被鳳飛飛翻唱成中文歌曲爱你在心口难开。